# American Housewife
American Housewife (lett. "Casalinga statunitense") è una sitcom statunitense ideata da Sarah Dunn e prodotta da Aaron Kaplan, Kenny Schwartz, Rick Wiener e Ruben Fleischer, e trasmessa dall'11 ottobre 2016 al 31 marzo 2021 su ABC, per 5 stagioni e 103 episodi.

## Trama
La serie racconta la vita quotidiana di Katie Otto, una moglie e una madre che cerca di distinguersi tra le casalinghe benestanti, pretenziose e arroganti e i loro figli privilegiati dopo essersi trasferita nella sua nuova città natale a Westport, nel Connecticut. Vive con Greg, suo marito, che è un professore universitario, e i loro tre figli: la maggiore Taylor è un'adolescente atletica che vuole adattarsi ai suoi coetanei; il secondo, Oliver, è ambizioso e snervante, è il bambino di mezzo; infine Anna-Kat, dolce ma ossessivo-compulsiva, la preferita della mamma. Katie si sfoga spesso con i suoi due amici più stretti: Doris, il cui rigido stile genitoriale contrasta nettamente con quello di Katie, e Angela, una madre lesbica.

## Episodi
| Stagione         | Episodi | Prima TV USA | Prima TV Italia |
| ---------------- | ------- | ------------ | --------------- |
| Prima stagione   | 23      | 2016-2017    | 2021            |
| Seconda stagione | 24      | 2017-2018    | 2021            |
| Terza stagione   | 23      | 2018-2019    | 2021            |
| Quarta stagione  | 20      | 2019-2020    | 2021            |
| Quinta stagione  | 13      | 2020-2021    | 2021-2022       |

## Personaggi e interpreti

### Principali
- Katie Otto, interpretata da Katy Mixon, doppiata da Stella Musy.
- Greg Otto, interpretato da Diedrich Bader, doppiato da Saverio Indrio.
- Taylor Otto, interpretata da Meg Donnelly (nell'episodio pilota il personaggio è stato interpretato da Johnny Sequoyah[3]), doppiata da Roisin Nicosia.
- Oliver Otto, interpretato da Daniel DiMaggio, doppiato da Giulio Bartolomei.
- Anna-Kat Otto, interpretata da Julia Butters (stagioni 1-4) e Giselle Eisenberg (stagione 5), doppiata da Alice Porto.
- Doris, interpretata da Ali Wong, doppiato da Francesca Manicone.
- Angela, interpretata da Carly Hughes, doppiato da Domitilla D'Amico.

### Ricorrenti
- Viv, interpretata da Leslie Bibb, doppiata da Georgia Lepore.
- Tara Summers, interpretata da Carly Craig, doppiata da Chiara Gioncardi.
- Cooper Bradford, interpretato da Logan Pepper, doppiato da Tito Marteddu.
- Suzanne, interpretata da Jeannette Sousa, doppiata da Daniela Calò.
- Preside Ablin, interpretato da Jerry Lambert, doppiato da Roberto Chevalier.
- Sage, interpretata da Barret Swater, doppiata da Giò Giò Rapattoni.
- Crossing Guard Sandy, interpretata da Kate Flannery.
- Chloe Brown Mueller, interpretata da Jessica St. Clair.
- Stan Lawton, interpretato da Timothy Omundson.
- Eyo, interpretato da Amarr M. Wooten, doppiato da Tommaso Di Giacomo.
- Kathryn, interpretata da Wendie Malick[4]. doppiata da Isabella Pasanisi.
- Spencer Blitz, interpretato da George Hamilton[5].
- Maria, interpretata da Julie Meyer, doppiata da Irene Trotta.
- Gina, interpretata da Nikki Hahn.
- Trip Windsor, interpretato da Peyton Meyer, doppiato da Luca Baldini.
- Franklin, interpretato da Evan O'Toole, doppiato da Gabriele Meoni.
- Nancy Granville, interpretata da Sara Rue, doppiata da Federica De Bortoli.
- Grant, interpretato da Ravi Patel, doppiato da David Vivanti.
- Pierce, interpretato da Milo Manheim.

### Guest
- Thomas Otto, interpretato da Barry Bostwick.
- Amanda Otto, interpretata da Julia Duffy.
- Phil, interpretato da Delpaneaux Wills.
- Nathan Fillion, interpreta se stesso.

## Produzione

### Sviluppo
Il 28 gennaio 2016, venne annunciato che la ABC aveva ordinato un pilota per una potenziale serie intitolata The Second Fattest Housewife In Westport. L'episodio è stato scritto dall'ideatrice della serie Sarah Dunn, che è anche la produttrice esecutiva, insieme a Aaron Kaplan, Kenny Schwartz e Rick Wiener. Lo show è prodotto dalla Eight Sisters Productions, Weiner & Schwartz Productions, Kapital Entertainment e ABC Studios.
Il 12 maggio 2016, la rete ordinò ufficialmente l'episodio pilota. Pochi giorni dopo, venne annunciato che la serie, ora intitolata American Housewife, sarebbe stata trasmessa dall'11 ottobre 2016. Il 4 novembre, ABC confermò la serie, portando la stagione a 22 episodi, mentre il 13 dicembre venne ordinato un episodio aggiuntivo.
L'11 maggio 2017, la serie viene rinnovata per una seconda stagione, trasmessa dal 27 settembre dello stesso anno al 16 maggio 2018. L'11 maggio 2018, viene rinnovata anche per una terza stagione, trasmessa dal 26 settembre 2018.
Il 10 maggio 2019, viene rinnovata per una quarta stagione.
Nel maggio 2020, la serie è stata rinnovata per una quinta stagione.
Nel maggio 2021, la serie è stata cancellata dopo cinque stagioni prodotte.

### Casting
Il 17 febbraio 2016, venne annunciato che Katy Mixon era stata scelta per il ruolo principale. Nel marzo del 2016, venne annunciato che anche Carly Hughes, Ali Wong e Diedrich Bader si erano uniti al cast. Il 27 giugno 2016, Meg Donnelly entrò nel cast della serie nel ruolo di Taylor, sostituendo Johnny Sequoyah.

## Accoglienza

### Ascolti
| Stagione | Messa in onda                                                        | Episodi | Inizio            | Inizio         | Fine           | Fine           | Stagione televisiva | Posizione | Spettatori generali (milioni) |
| Stagione | Messa in onda                                                        | Episodi | Data              | Telespettatori | Data           | Telespettatori | Stagione televisiva | Posizione | Spettatori generali (milioni) |
| -------- | -------------------------------------------------------------------- | ------- | ----------------- | -------------- | -------------- | -------------- | ------------------- | --------- | ----------------------------- |
| 1        | Martedì alle 20:30                                                   | 23      | 11 ottobre 2016   | 6.61           | 16 maggio 2017 | 4.39           | 2016-2017           | 65        | 6.21                          |
| 2        | Mercoledì alle 21:30                                                 | 24      | 27 settembre 2017 | 5.66           | 16 maggio 2018 | 4.15           | 2017-2018           | 84        | 5.58                          |
| 3        | Mercoledì alle 20:30 (2018-2019) Giovedì alle 20:00 (2019)           | 23      | 26 settembre 2018 | 4.43           | 21 maggio 2019 | 3.64           | 2018-2019           | 87        | 5.10                          |
| 4        | Venerdì 20:00 (1–13) Mercoledì 21:30 (14-16) Mercoledì 21:00 (17-20) | 20      | 27 settembre 2019 | 3.34           | 13 maggio 2020 | 3.04           | 2019-2020           | 76        | 4.48                          |

### Critica
American Housewive ha ricevuto recensioni contrastanti da parte dalla critica televisiva, anche se ha elogiato l'interpretazione di Katy Mixon come il momento clou dello spettacolo. Sull'aggregatore di recensioni Rotten Tomatoes la prima stagione ha un indice di gradimento del 55%, con un voto medio di 6.1/10, e basato su 38 recensioni; il commento consensuale del sito recita: «American Housewife è potenziata da una performance di piombo forte e piacevole da parte di Katy Mixon, ma la sua esibizione da sola tende a sostenere uno show eccessivamente bizzarro che si basa troppo sugli stereotipi». Su Metacritic la stagione ha invece ha un punteggio di 60 su 100, basato su 25 "recensioni miste o medie".

### Riconoscimenti
- 2017 - People's Choice Awards[30]
  - Candidatura per la Nuova serie TV commedia preferita

## Controversie

### Polemica su Norwalk
Nel novembre del 2017, nell'episodio "Boo-Who?", il personaggio di Taylor Otto si veste come una "ragazza del ballo incinta di Norwalk", prendendo in giro la città di Norwalk, in Connecticut. Prima di questo incidente, ci furono vari altri episodi in cui la città fu derisa: i personaggi si rifiutarono di nuotare in una piscina di Norwalk, dichiarando che l'acqua della piscina era malata a causa delle persone che ci abitavano; uno dei bambini ha scommesso su quante delle ragazze della squadra di basket di Norwalk sarebbero state in gravidanza dopo la stagione; e il personaggio di Oliver che usò la governante ispanica di un vicino per modificare le polo difettose e venderle agli studenti di Norwalk, credendo che nessun residente di Westport li avrebbe comprati (Oliver finì per guadagnare un sacco di soldi). Tutto ciò ha portato alla condanna dei residenti, funzionari scolastici e politici della città. Dopo una petizione che chiede ai produttori di fermare il "bullismo", la città ha ottenuto oltre 500 firme e una copertura mediatica. Successivamente un portavoce della Disney ha dichiarato: "Come commedia, American Housewife non ha lo scopo di offendere nessuno. Abbiamo sentito le preoccupazioni della gente di Norwalk e abbiamo preso la decisione di omettere qualsiasi menzione della città dai futuri episodi".